# Johan Hörner
Johan Hörner (28 janvier 1711, Edebo, à Roslagen - 4 mars 1763, Copenhague) est un portraitiste danois d'origine suédoise.

## Biographie

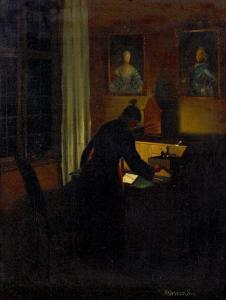
Intérieur de nuit

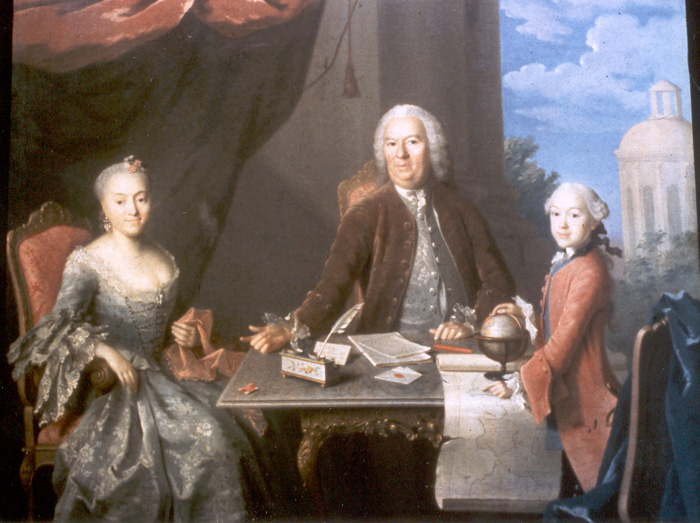
L'industriel Abraham Pelt et sa famille

Il commence ses études avec Johan Henrik Scheffel (de) à Stockholm et y travaille pendant un certain temps. Cependant, en tant que piétiste (membre d'une secte en disgrâce auprès de l'église établie), il est confronté à une grave discrimination. En conséquence, il s'installe au Danemark en 1734, où il loge chez un charpentier dans un quartier de Copenhague largement piétiste.
Pendant un certain temps, il aide d'autres Suédois exilés à trouver refuge, mais est rapidement surveillé pour ses activités et bouge dans le pays. En 1741, une nouvelle vague de réfugiés piétistes arrive à Copenhague, dont Sven Rosén (en), figure majeure du mouvement. Il reçoit également l'aide de Hörner.
Hörner tente d'obtenir un poste de peintre de la cour mais, malgré le fait que le roi Christian VI soit apprécié des piétistes, il n'est pas accepté. Il est suggéré que son style était trop réaliste et que le roi voulait des portraits plus idéalisés. Un exemple de portrait du prince héritier Frederick le présente en fait comme un peu moins attrayant qu'il n'apparaît dans d'autres portraits contemporains.
Au lieu de cela, il travaille à des œuvres représentant le clergé et la bourgeoisie aisée. Il réalise également des peintures de cabinet, des portraits de famille, des natures mortes et des "Natstykker" (peintures fixées la nuit, éclairées uniquement par des bougies ou un feu), très appréciées. Beaucoup de ses portraits des années 1750 montrent l'influence de Carl Gustaf Pilo et de Balthasar Denner. Il devient un habitué des salons artistiques tenus chez Johanna Fosie ; le premier salon de ce genre au Danemark.
Ses œuvres ne sont pas signées et beaucoup n'ont peut-être pas été identifiées. Un portrait de l'officier de marine, Adam Frederik Lützow (da), lui est attribué pour la première fois en 2007. Parmi ses portraits les plus connus figurent ceux de Hans Egede, Lauritz de Thurah et Hans Adolph Brorson.